# Bilbul
Bilbul – miasto w Australii, w stanie Nowa Południowa Walia.